# Мухаж
Мухаж (пол. Mucharz) — село в Польщі, у гміні Мухаж Вадовицького повіту Малопольського воєводства.
Населення — 997 осіб (2011).

## Легенди
Місцеві кажуть що в Мухажському костелі є замуровані відбитки ніг сатани.

## Історія
У 1975-1998 роках село належало до Бельського воєводства, підпорядковувалося районній адміністрації у Вадовіцах.

Також в селі була спалена відьма.
Поблизу Мухажу в лісі є могила де поховали померлих від холери.

## Географія
Село знаходиться в Малопольському  воєводству. Поблизу розташовується озеро Мухажське. Мухаж знаходиться в гміні Мухажській  

## Демографія
Демографічна структура станом на 31 березня 2011 року:
|          | Загалом | Допрацездатний вік | Працездатний вік | Постпрацездатний вік |
| -------- | ------- | ------------------ | ---------------- | -------------------- |
| Чоловіки | 501     | 118                | 331              | 52                   |
| Жінки    | 496     | 112                | 283              | 101                  |
| Разом    | 997     | 230                | 614              | 153                  |